# Rosa 'Molineux'
'Molineux' ('AUSmol' es el nombre de la obtención registrada), es un cultivar de rosa que fue conseguido en Reino Unido en 1994 por el rosalista británico David Austin.

## Descripción
'Molineux' es una rosa moderna cultivar del grupo « English Rose Collection ».
El cultivar procede del cruce de 'Graham Thomas'® x planta de semillero.
Las formas arbustivas del cultivar tienen porte erguido que alcanza más de 60 a 90 cm de alto. Tallos sin espinas (o casi). Las hojas son de color verde oscuro mate de tamaño medio, follaje coriáceo, con 5 foliolos.
Capullos puntiagudos, ovoides, redondeados. Sus delicadas flores de color amarillo profundo. Fragancia leves, aunque las opiniones varían. Flor de 110 a 120 pétalos. El diámetro medio de 2,75". Rosa mediana, muy completa(41 + pétalos), en pequeños grupos, forma floración roseta a la antigua.
Florece de una forma prolífica, floración en oleadas a lo largo de la temporada.

## Origen
El cultivar fue desarrollado en Reino Unido por el prolífico rosalista británico David Austin en 1994. 'Molineux' es una rosa híbrida con ascendentes parentales de cruce de 'Graham Thomas'® x planta de semillero.
La obtención fue registrada bajo el nombre cultivar de 'AUSmol' por David Austin en 1994 y se le dio el nombre comercial de exhibición 'Molineux'™.
También se le reconoce por el sinónimo de 'AUSmol'.
- La rosa fue conseguida antes de 1994 e introducida en el Reino Unido por David Austin Roses Limited (UK) en 1994 como 'Molineux'.[1]
- La rosa 'Molineux' fue introducida en la Unión Europea con la patente "European Union - Patent No: 337  on  2 Aug 1996/Application No: 19950471  on  24 Jul 1995/First commercialisation in EU: May 1, 1995./Expiry of protection on June 1, 2019.".[1]
- La rosa 'Molineux' fue introducida en Estados Unidos con la patente "United States - Patent No: PP 9,524  on  30 Apr 1996/Application No: 08/404,160  on  14 Mar 1995".[1]
- La rosa 'Molineux' fue introducida en Australia con la patente "Australia - Application No: 1998/083  on  1998".[1]

El nombre Molineux es el del equipo de fútbol favorito de David Austin.

## Premios y galardones
- Award of Garden Merit (RHS/RNRS). Royal Horticultural Society Show. 2001
- Bronze Medal. Australian National Rose Trials. 1999
- Gold Medal. Glasgow Rose Trials. 1999[1]
- Gold Medal, the President's Trophy. Best New Rose of the Year.
- Henry Edland Medal. Best Scented Rose. Royal National Rose Society Trials

## Cultivo
Aunque las plantas están generalmente libres de enfermedades, es posible que sufran de punto negro en climas más húmedos o en situaciones donde la circulación de aire es limitada. Se desarrollan mejor a pleno sol. En América del Norte son capaces de ser cultivadas en USDA Hardiness Zones 5b a 10b. La resistencia y la popularidad de la variedad han visto generalizado su uso en cultivos en todo el mundo.
Puede ser utilizado para ser plantada en el jardín, en borduras o en recipiente contenedor como planta de patio. Vigorosa. En la poda de primavera es conveniente retirar las cañas viejas y madera muerta o enferma y recortar cañas que se cruzan. En climas más cálidos, recortar las cañas que quedan en alrededor de un tercio. En las zonas más frías, probablemente hay que podar un poco más que eso. Requiere protección contra la congelación de las heladas invernales.

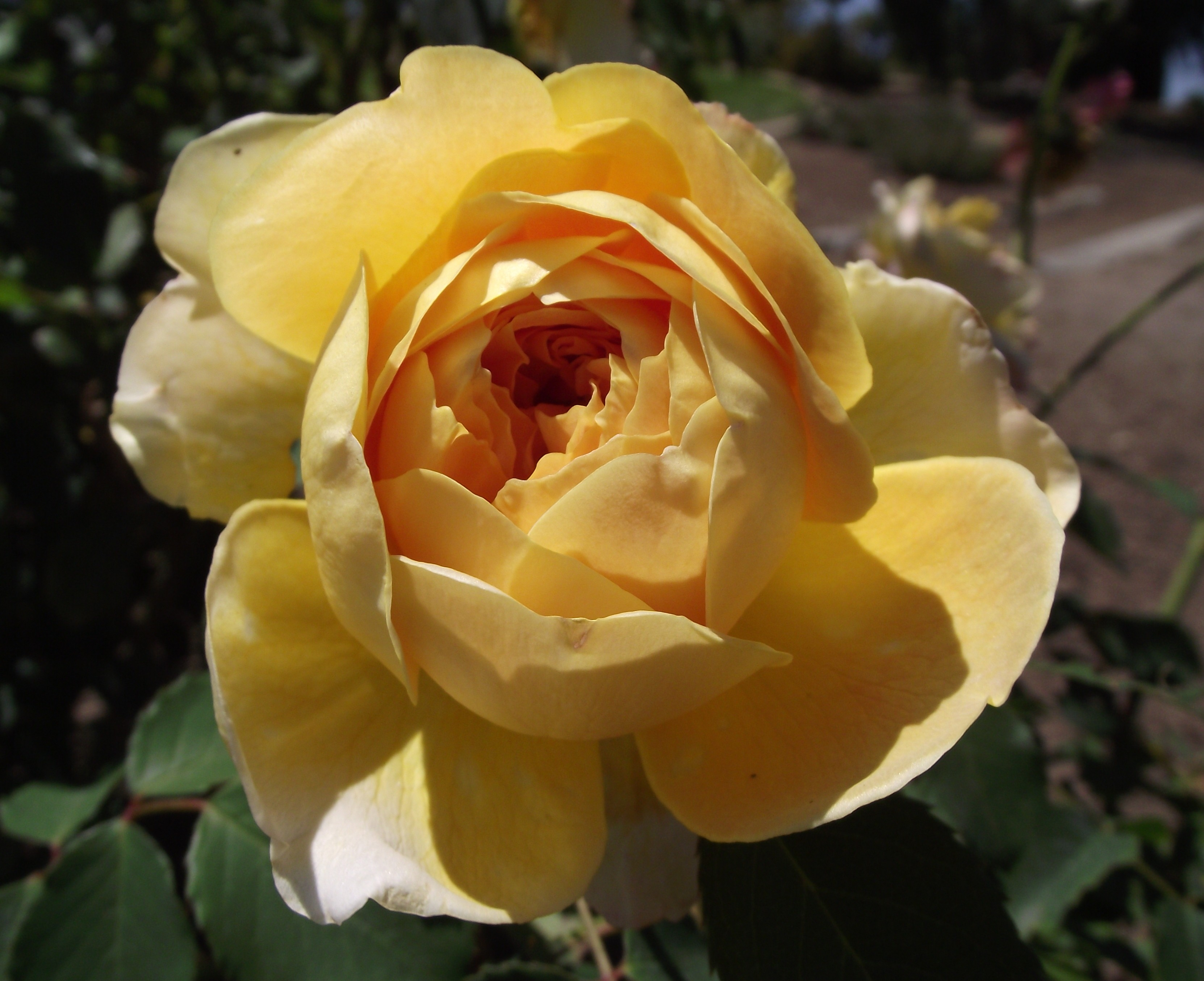
Rosa 'Molineux'
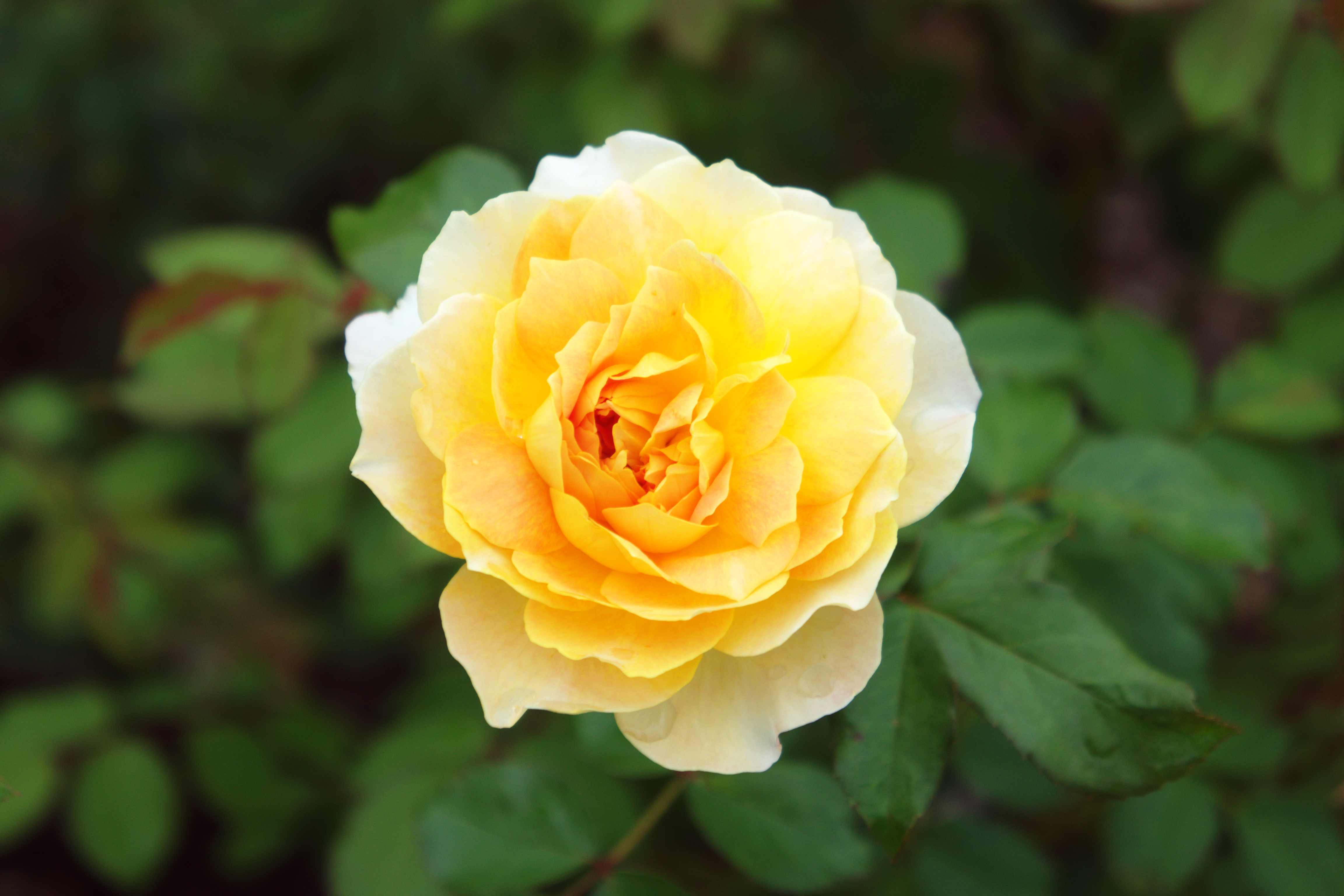
Rosa 'Molineux'